# 平井富三郎
平井 富三郎（ひらい とみさぶろう、1906年12月13日 - 2003年5月20日）は、日本の商工官僚。経済審議庁次長や通商産業事務次官を経て、退官後新日本製鐵（現日本製鉄）社長。東京府（現東京都）出身。1973年に藍綬褒章、1979年に勲一等瑞宝章を受章。2003年、脳梗塞のため死亡。

## 来歴
旧制東京高校（現東京大学教育学部附属中等教育学校）を経て、東京帝国大学法学部を卒業後、1931年に商工省（現 経済産業省）へ入省。製鉄所書記。同期には、長村貞一（ジェトロ副理事長、経済審議庁次長、特許庁長官）、山地八郎など。
第二次世界大戦後の1949年、石炭庁管理局長から商工省化学局長（1949年2月12日 - 同年5月24日）に。以後、通商産業省通商振興局長（1949年5月25日 - 同年9月1日）、経済安定本部官房長（1949年9月1日 - 1952年7月31日）、経本副長官（心得、1951年5月1日 - 1952年7月31日）、経済審議庁次長（1952年8月1日 - 1953年11月17日）などを経て、1953年11月17日、愛知揆一通産大臣の下で、通商産業事務次官に就任、同年同月日に官房長には岩武照彦（のち中小企業庁長官）が就いた。1955年11月25日に退官。俗に岸信介 - 椎名悦三郎 - 美濃部洋次らの主流ラインである「産業派」、「統制派」に連なる。
1956年に新日鉄の前身八幡製鐵へ入社し、八幡製鐵所長などを経て、新日鉄発足時に副社長に就任。1973年より稲山嘉寛の後の社長に就任し、統合後の新日鉄を軌道に乗せるべく尽力した。
また1976年から1987年の間、日本サッカー協会の第5代会長を務めた。平井の在任期間中、現在のキリンカップの創設（当初はジャパンカップと呼ばれた）、インターコンチネンタルカップの日本誘致（トヨタカップ）、協会の財政基盤強化など、現在の日本サッカー隆盛に繋がる様々な施策が実現した。この功績により、日本サッカー殿堂に掲額された。